# 6 Białostocki Oddział WOP

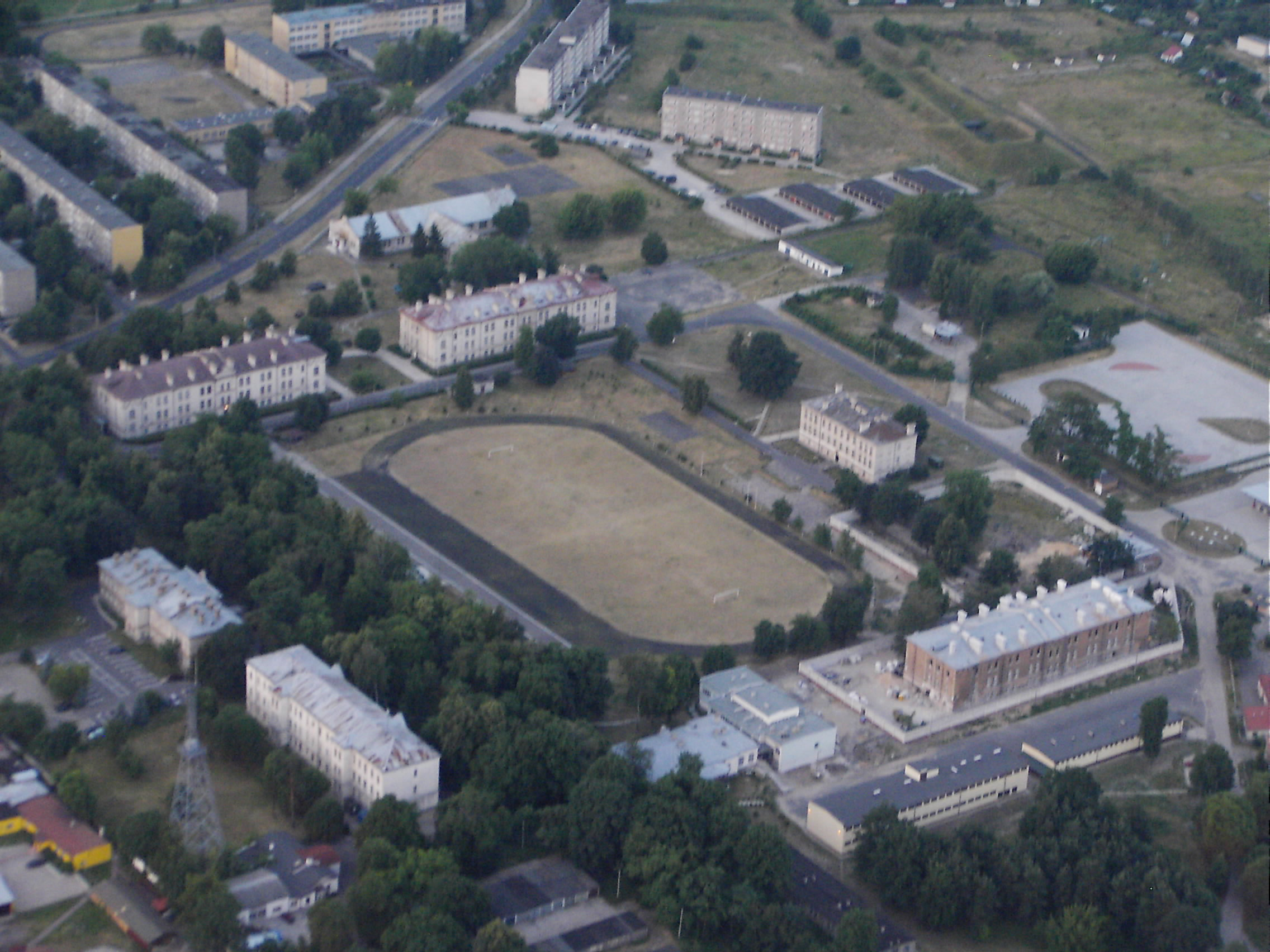
Koszary oddziału przy Bema 100. Stan w 2012

Białostocki Oddział Wojsk Ochrony Pogranicza nr 6 – zlikwidowany oddział w strukturze organizacyjnej Wojsk Ochrony Pogranicza pełniący służbę na granicy polsko-radzieckiej.

## Formowanie i zmiany organizacyjne
6 Białostocki Oddział Ochrony Pogranicza JW 1867 (Zarządzenie SzSG Nr 0053/Org. z 30 marca 1946) sformowany został w 1946 na bazie 6 Oddziału Ochrony Pogranicza, na podstawie rozkazu NDWP nr 0153/org. z 21 września 1946. Oddział posiadał cztery komendy, 16 strażnic, stan etatowy wynosił 1409 żołnierzy i 14 pracowników cywilnych. Sztab oddziału stacjonował w Białymstoku.
W 1947 rozformowano grupę manewrową oddziału, a w jej miejsce powołano szkołę podoficerską o etacie 34 oficerów i podoficerów oraz 140 elewów.
6 Białostocki Oddział WOP rozformowany został w 1948. Na jego bazie powstała 11 Brygada Ochrony Pogranicza.

## Skład organizacyjny
W 1946:
- Dowództwo sztab i pododdziały dowodzenia
- Grupa manewrowa, a od 1947 szkoła podoficerska
- 26 komenda odcinka – Sejny
- 27 komenda odcinka – Makowlany
- 28 komenda odcinka – Michałowo
- 29 komenda odcinka – Kleszczele
- PPK: Kuźnica, Krynki, Narewka, Czeremcha.

We wrześniu 1946 stan etatowy oddziału przewidywał: 4 komendy, 16 strażnic, 1409 wojskowych i 14 pracowników cywilnych. Po reorganizacji w 1947 było to: 4 komend odcinków, 16 strażnic, 957 wojskowych i 9 pracowników cywilnych.

## Dowódcy oddziału
- ppłk Wincenty Mischke
- ppłk Włodzimierz Baranowski.

## Przekształcenia
6 Oddział Ochrony Pogranicza → 6 Białostocki Oddział WOP → 11 Brygada Ochrony Pogranicza → 22 Brygada WOP → Grupa Manewrowa WOP Białystok → Samodzielny Oddział Zwiadowczy WOP Białystok → 22 Oddział WOP → 22 Białostocki Oddział WOP → Podlasko-Mazurska Brygada WOP → Podlaski Oddział Straży Granicznej